# Program informacyjny

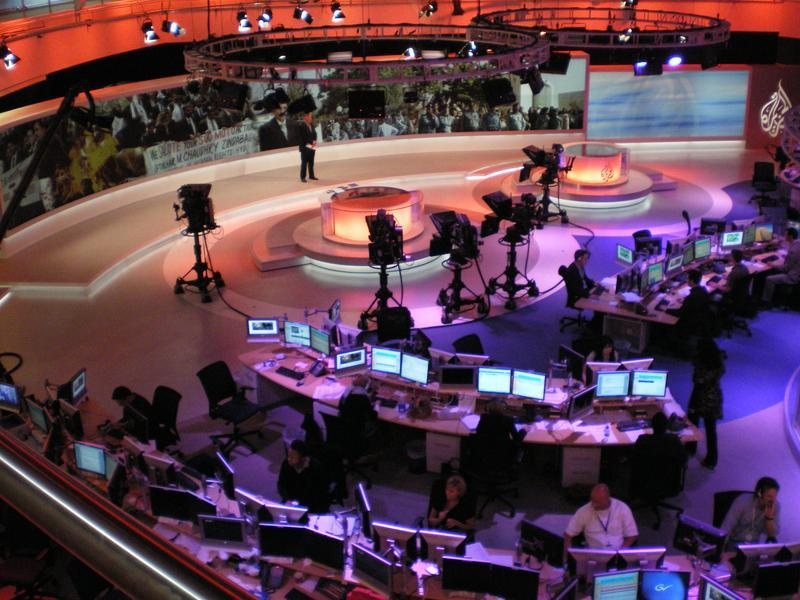
Studio telewizyjnego programu informacyjnego

Program informacyjny – program telewizyjny albo audycja radiowa, której głównym celem jest przedstawienie aktualnych wydarzeń, najczęściej politycznych i społecznych, ale także m.in. kulturalnych, sportowych, ekonomicznych, naukowych oraz prognozy pogody (w przypadku radia również informacji z dróg oraz muzycznych), które zazwyczaj prezentowane są w odrębnych wyspecjalizowanych serwisach prezentowanych po właściwym programie.
Audycje informacyjne należą do grupy medialnych gatunków informacyjnych, których główną cechą jest publiczne informowanie o aktualnych wydarzeniach bez subiektywnego wartościowania. Ma to także odbicie w przymiotach informacji prasowej, wymienionych przez Michała Szulczewskiego: wierności, szczegółowości, ścisłości, zwięzłości, aktualności i zrozumiałości. W opinii Zbigniewa Bauera nie jest jednak możliwe przekazanie całkowicie czystej informacji. Uważa on, iż każda komunikacja językowa wiąże się z selekcją pewnych elementów, a w konsekwencji również wartościowaniem przekazu, choćby działo się to mimo woli. Celem zaś jest dążenie do minimalizacji udziału pierwiastka subiektywnego i wywarcie na odbiorcy wrażenia, jakoby miał do czynienia z tekstem absolutnie bezstronnym.

## Polska
Najczęściej ich czas trwania mieści się między 90 sekundami a 30 minutami. Główne wydania (najdłuższe) pojawiają się w telewizji wieczorem, zazwyczaj między godziną 18 a 20, i są podsumowaniem całego dnia (niektóre stacje oferują jednak także pełniące podobną funkcję wydłużone wydania wieczorne, na przykład Telewizyjny Kurier Warszawski). Coraz częściej programy informacyjne nadawane są z newsroomów, a rzadziej z osobnego studia. W przypadku bardzo ważnych, istotnych wydarzeń (tzw. wydanie wyjazdowe lub specjalne) coraz częściej programy informacyjne nadawane spoza studia z miejsca, gdzie ma bądź miało miejsce ważne, istotne wydarzenie (przykładowo 10 kwietnia 2010 roku Fakty TVN nadawano sprzed Pałacu Prezydenckiego, a 28 lipca 2016 roku Wydarzenia Polsatu nadawano z Krakowa, gdzie miały miejsce Światowe Dni Młodzieży). W przypadku dużych polskich stacji radiowych (na przykład RMF FM, Radio ZET, Jedynka) serwisy emitowane są najczęściej co godzinę przez całą dobę (zazwyczaj programy informacyjne w radiu są emitowane o pełnej godzinie, tj. xx:00, rano i w czasie popołudniówki także w połówce godziny), jednak mniejsze stacje lub rozgłośnie tematyczne mogą nie nadawać serwisów w nocy (na przykład POPRadio nadaje ostatni serwis o 22, Trójka nie nadaje serwisów od północy do szóstej, a Czwórka od 23 do 7).
Zadaniem tego typu programów jest przede wszystkim przedstawienie czystych faktów. W wielu z nich pojawiają się jednak także komentarze autorskie, niekiedy ilustrowane materiałem filmowym oraz połączenia na żywo z miejsca danego wydarzenia z reporterem bądź korespondentem. Stosunkowo rzadko pojawiają się w nich wywiady z celebrytami albo ekspertami. Generalną zasadą programów tego typu jest wyraźne oddzielenie informacji od komentarza; łączenie „jednym tchem” mówienia o faktach i wyrażania o nich opinii (choćby to była tylko mimika lub intonacja głosu) jest nieetyczne; widz powinien sam sobie wyrobić stosunek do rzeczywistości, bez żadnych sugestii ze strony dziennikarza.
Stacje telewizyjne nadające programy informacyjne całą dobę to telewizje informacyjne (np. Euronews, TVN24, CNN, BBC World, RT, w Polsce TVN24, Polsat News czy TVP Info). Podobnie działającymi odpowiednikami radiowymi są między innymi BBC World Service, a w Polsce TOK FM i Polskie Radio 24.

### Telewizyjne programy informacyjne w Polsce
Pierwszym programem informacyjnym w Polsce były Wiadomości Dnia które były emitowane od 30 kwietnia 1956 roku, ale 1 stycznia 1958 roku zostały przekształcone w Dziennik Telewizyjny, a 18 listopada 1989 roku w nadawane do 19 grudnia 2023 roku Wiadomości, które z kolei zostały przekształcone w nadawany od 21 grudnia 2023 roku program 19.30. Najstarszym nadawanym do dziś programem informacyjnym w Polsce jest regionalny Telewizyjny Kurier Warszawski, emitowany obecnie przez TVP3 Warszawa od 9 listopada 1958 roku. Natomiast najstarszym nadawanym do dziś ogólnopolskim programem informacyjnym jest Teleexpress, emitowany od 26 czerwca 1986 roku.

W październiku 2016 roku najczęściej oglądanymi serwisem informacyjnym były Fakty, Wiadomości, Teleexpress, Wydarzenia i Panorama. Poza tymi stacjami w telewizji naziemnej dostępne były także między innymi Dziennik Regionów oraz programy regionalne poszczególnych obszarów TVP3, Serwis Info w TVP Info, Informacje dnia w TV Trwam, Express w TTV oraz WP News w Telewizji WP. Wśród kanałów nadawanych satelitarnie dużą popularnością cieszy się między innymi Poranek TVN24, Serwis informacyjny TVN24 (oba w TVN24), Serwis Informacyjny w TVN24 BiS i W rytmie dnia w Polsat News.

### Radiowe programy informacyjne w Polsce
Wśród radiowych serwisów informacyjnych w Polsce najpopularniejsze są Wiadomości Radia Zet, Fakty RMF FM, Aktualności Radiowej Jedynki (serwis ten, z uwagi na emisję w głównym programie Polskiego Radia jest rozbudowany, bowiem realizuje misję nadawcy publicznego poprzez np. komunikaty o stanie wód, aktualności rolnicze, serwis obcojęzyczny czy prognozę pogody dla marynarzy i rybaków) czy Serwis Trójki. Serwisy informacyjne trwają od kilku (np. w Radiu ZET) do piętnastu minut (w Polskim Radiu 24).

Wiele stacji lokalnych w Polsce korzysta z serwisów ogólnopolskich oferowanych przez większe stacje. Takie materiały oferuje:
- Polskie Radio (poprzez Informacyjną Agencję Radiową, na przykład Radio eR, Radio Piekary i Radio Emaus),
- Radio ZET (na przykład Radio Victoria, Radio CCM i Radio Nakło),
- Agora (na przykład Radio Płońsk i POPRadio),
- VOX FM (na przykład Norda FM),
- Radio Plus (tylko w Radiu Głos),
- RMF FM (tylko w stacjach powiązanych z RMF, np. Radiu 90 i Radiofonii).